# Tecnica delle costruzioni
Con tecnica delle costruzioni (che comprende una parte di tecnologia delle costruzioni) si intende quella disciplina, afferente  all'Architettura;  studia i materiali, le tecniche e l'ingegneria  necessaria per realizzare un  manufatto. 
Essa differisce dalla scienza delle costruzioni che studia invece le Scienze necessarie per la staticità dell'edificio e non solo.